# Antonio Alos Moreno
Antonio Alos Moreno (Gata de Gorgos, 30 de septiembre de 1914 -Toulouse, 18 de diciembre de 1980) fue un escultor español, exiliado republicano en Francia y referente del mundo del arte en Toulouse. 

## Biografía
Hijo de un escultor, no reveló sus orígenes aristocráticos hasta 1980, poco antes de su muerte. 
Alos estudió escultura en la Escuela de Bellas Artes de San Carlos de Valencia. Huyó a Francia en 1939 para escapar del régimen de Franco. Refugiado en Francia como republicano y resistente en la Dordoña. Durante la Segunda Guerra Mundial fue miembro de la guerrilla de las Fuerzas Francesas del Interior (FFI).
Entabló amistad con el poeta y músico catalán Pau Casals y con el pintor Carlos Pradal (refugiados españoles como él).
Pau Casals le presentó al escultor Aristide Maillol. A fines de 1940, Antonio Alos participó en exposiciones de artistas exiliados en Toulouse y París.
Trabajó la piedra, el bronce y la madera fueron sus materias favoritas (Busto de Pau Casals, bronce del pregonero, Las Huerdes de madera). Participó en el expresionismo, el clasicismo y el primitivismo. 
Después de la guerra (1939-1945), pasada en los campamentos de Rivesaltes, Barcares y en la resistencia en la Dordoña, se trasladó a Mazamet en Tarn. Creó la empresa de tallado y cantería Alos Marbrerie. 
Fundó la Galerie Alos (en la 286 route de Revel) y también el Centro Cultural del Arte Presente en 1974, donde han expuestos numerosos artistas, entre otros Carlos Pradal, André Chabot, Michel Harchin, Claude Picard y Serge Sallan.